# NGC 7143
NGC 7143 est une paire d'étoiles située dans la constellation du Cygne,. L'astronome britannique John Herschel a enregistré la position de celle-ci le 15 septembre 1828.